# Clara Clairbert
Clara Clairbert, née à Saint-Gilles (Bruxelles) le 21 février 1899 et morte à Bruxelles le 16 août 1970, est une soprano belge.

## Biographie
Clara-Pierre Impens est née à Saint-Gilles le 21 février 1899. Ses parents sont François Impens (1876-) et Jeanne Pétronille Colart. Elle commence ses études musicales (solfège, chant, piano) à l'Académie de musique d'Anderlecht en 1908. Elle y obtient un second prix de solfège en 1913.  Elle étudie la dactylographie et travaille au Ministère de la justice.
Elle a quinze ans lorsque la Première guerre mondiale éclate. Elle rejoint son père, blessé, au Havre où le gouvernement belge est exilé et y assure le secrétariat de Henri Carton de Wiart. Elle chante également dans une chorale sous la direction de Philippe Mousset qui l'encourage à suivre des cours de chant.
Après la guerre, elle suit des cours de chant auprès de Madame Monel, travaille comme secrétaire aux Chemins de fer et participe aux concerts de gala donnés par la musique et chorale des invalides de guerre,. 
Elle se produit régulièrement en concert dans toute la Belgique sous le nom de Clary Any (ou Clary Annie). Elle passe une audition au Théâtre royal de la Monnaie en 1923. Engagée immédiatement par son directeur Maurice Corneil de Thoran, elle y débute le 4 août 1924 dans le rôle d'Olympia dans Les Contes d'Hoffmann d'Offenbach sous son nouveau nom de scène, Clara Clairbert. Elle y est adulée en prima donna pendant trente ans. Elle y chante, entre autres, Marie de La Fille du régiment, Micaëla de Carmen, Musetta de La Bohème, Sophie de Werther, la fée de Cendrillon de Massenet, Lakmé (dans Lakmé) de Delibes, Manon de Massenet, Philine de Mignon, Eudoxie de La Juive, Gilda de Rigoletto, Sophie de Der Rosenkavalier, Donna Elvira dans Don Giovanni, Fiordiligi dans Cosi fan tutte, La reine de la nuit dans Die Zauberflöte, Rosina dans Il barbiere di Siviglia, Mireille, Juliette de Roméo et Juliette de Gounod, Esclarmonde de Massenet, Dinorah de Meyerbeer, Lucia di Lammermoor de Donizetti, Olympia, Giulietta et Antonia dans Les Contes d'Hoffmann et surtout Violetta Valery de La traviata, son rôle fétiche, qu'elle incarne plus de 200 fois rien qu'à la Monnaie de 1925 à 1951.
En Europe, elle se produit notamment à Berlin, Bucarest, Lyon, Bordeaux, Marseille, Monte-Carlo, Nice, Toulouse, Genève.
Aux États-Unis, de 1930 à 1933, elle se produira dans 52 villes, notamment San Francisco, Washington, Philadelphie, Boston, Denver, Chicago, Los Angeles. Elle y partagera l'affiche avec Beniamino Gigli, Frida Leider, Alexander Kipnis, André d'Arkor.
Sa voix, longue et très souple, d'un cristal percutant de soprano léger, se parait des couleurs moirées d'un soprano lyrique. Elle possédait une technique impeccable de belcantiste (trilles, vocalises, notes piquées, appogiatures) ainsi qu'un tempérament théâtral qui pouvait provoquer le délire du public. 
Elle fait ses adieux à la Monnaie le 29 mai 1953 dans le rôle de Gilda. 
Elle postule, sans succès, pour le poste de professeur de chant au Conservatoire de musique de Bruxelles et donne alors des cours privés. 
À partir de 1955 et jusqu'à sa disparition en 1970, elle tient la taverne « La vocalise », près de la Monnaie.
Hergé se serait inspiré d'elle pour le personnage de la Castafiore dans Tintin.
Clara Clairbert décède à Bruxelles le 16 août 1970. Elle est inhumée au Cimetière de Bruxelles à Evere.

## Discographie
- Clara Clairbert, airs et mélodies, 2 cd Musique en Wallonie (2000), enregistrements effectués en studio et en public de 1928 à 1954
- Clara Clairbert, Récital , 1 Vinyl Polydor LPHM 5505 Opéra (Verdi, Gounod, Massenet, Thomas) et autres ( Variations sur un thème -  Frosch ; Villanelle - Dell’Acqua)

## Hommages
Une « allée Clara Clairbert » a été baptisée en sa mémoire à Anderlecht.
En 1997, la Poste belge émet un timbre à son effigie.